# Reason Is Treason
Singles de Kasabian
Club Foot
(2004)
Pistes de Kasabian
Processed Beats
(2) I.D.
(4)
Reason Is Treason est le premier single du groupe de rock britannique Kasabian publié le 23 février 2004 quelques mois avant la sortie de l'album studio dont il est issu.

## Parution
Kasabian publie son premier single, Reason Is Treason, le 23 février 2004 en édition limitée sur Vinyle 10". Le clip vidéo est réalisé par Scott Lyon pour l'accompagner.

## Liste des chansons
Toute la musique est composée par Sergio Pizzorno et Chris Karloff.
| No | Titre             | Durée |
| -- | ----------------- | ----- |
| 1. | Reason Is Treason | 4:35  |

## Ouvrage
- (en) Joe Shooman, Kasabian : Sound, Movement & Empire, Independent Music Press, 24 avril 2008, 176 p. (ISBN 190619100X et 978-1906191009)